# Bolivianischer Film
Die Geschichte des bolivianischen Films – der Gesamtheit der mit bolivianischen Produzenten, Regisseuren und Darstellern in Bolivien produzierten Filme – umfasst über 100 Jahre. In der Stummfilmära ist der bolivianische Film wie auch die bolivianische Literatur der 1920er und 1930er Jahre geprägt vom Indigenismo und Costumbrismo, in der Tonfilmzeit nach 1952 von Sozialkritik und den politischen Emanzipationsbestrebungen der indigenen Bevölkerung. Nur wenige bedeutende moderne bolivianische Filme sind gänzlich unpolitisch; jedoch tritt die Sozialkritik in den Hintergrund. Telenovelas und für Bolivien gänzlich neue Genres wie der Thriller oder der Horrorfilm gewinnen an Bedeutung.

## Stummfilmzeit

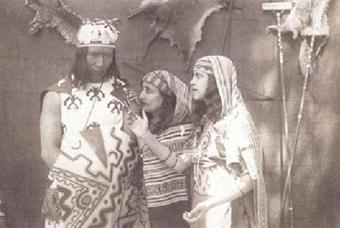
Szene aus Wara Wara (1930)

Die erste Filmvorführung in Bolivien fand vermutlich bereits 1897 mit einem Vitascope statt. Zu der in Bolivien gedrehten Filmdokumentation Retrato de Personajes Históricos y de Actualidad über wichtige bolivianische Persönlichkeiten von 1904 sind keine näheren Angaben mehr erhältlich.
Die eigentliche Pionierzeit begann mit den Kurzdokumentationen des Autodidakten Luis Castillo González († 1964). Castillo hatte Ende 1912 begonnen, das Leben im Stadtzentrum von La Paz filmisch zu dokumentieren. Dieser Film mit dem Titel Vistas locales wurde am 4. Januar 1913 und gilt als erster öffentlich vorgeführter bolivianischer Film. In Arica in Chile drehte er 1913 einen Film über die Einweihungsfeiern der Bahnstrecke Arica–La Paz (1913). Es folgten Filme über den Karneval in La Paz und den Nationalfeiertag am 6. August 1913 sowie u. a. La Virgen de Copacabana (1926).
Castillo gründete die erste bolivianische Filmproduktionsgesellschaft, die Compañía Internacional Cinematográfica, in der er fast alle wichtigen Funktionen von der Aufnahme über die Montage bis hin zur öffentlichen Vorführung allein ausübte. Eine industrielle Produktionsinfrastruktur gab es bis in die 1950er Jahre nicht. 1926 drehte er gemeinsam mit dem Archäologen Arturo Posnansky den Film La gloria de la raza („Der Ruhm der Rasse“) über die indigenen Urus, die auf Schilfbooten am Titicaca-See leben. 1927 drehte er einen Film über die Ermordung des Ex-Präsidenten José Manuel Pando (auch: El fusilamiento de Jáuregui oder La sombría tragedia del Kenko), der sofort verboten wurde und 85 Jahre lang verschwunden blieb, bis er 2012 wiedergefunden wurde und eine erneute Diskussion über Schuld oder Unschuld der Beteiligten auslöste.
Dies war nicht der erste Zensurfall. Der Film La Profecía del Lago (1923) von José María Velasco Maidana (1899–1989), der erste bolivianische Spielfilm, wurde schon am Tage seiner Erstaufführung wegen seiner „sozialkritischen“ Haltung verboten und ist seither verschollen. Das Thema einer Aymara-Frau, die einen weißen Grundbesitzer liebt und sich gegen den Vorwurf der Untreue zur Wehr setzen muss, wurde später erneut von Pedro Sambarino, einem gebürtigen Italiener und Gründer von Cinematográfica Boliviana (Bolivia Film),  in Corazón Aymara („Aymara-Herz“, 1925) behandelt. Auch dieser erste abendfüllende bolivianische Spielfilm auf Grundlage eines Bühnenstücks von La Huerta von Ángel Sala ging verloren. Während kritisiert wurde, dass die Rollen der Indigenen zum Teil mit Weißen besetzt wurden, hoben andere Kritiker hervor, dass er (wie auch La gloria de la raza) ein Ausdruck einer künstlerischen und intellektuellen Bewegung des Indigenismo sei bzw. die Bestrebungen der 1920er und 1930er Jahre zur Verschmelzung der Nation zu einem Volk von Mestizen reflektiere, wie sie sich gleichzeitig auch in der Literatur des Landes zeigen.
Eine ähnliche Tendenz zeigt der romantisch-dramatische, teilweise kolorierte Stummfilm Wara Wara („Sterne“, 1930) von Maydana nach einem costumbristischen Roman von Antonio Díaz Villamil über eine Inka-Prinzessin im 16. Jahrhundert, die sich in einen spanischen Hauptmann verliebt. Wara Wara gilt immer noch als einer der besten bolivianischen Filme. Gemessen an den geringen Ressourcen des Landes war er geradezu ein Monumentalfilm. Die Dreharbeiten – teils am Titicaca-See – dauerten zwei Jahre. Er war auch der einzige bolivianische Stummfilm, der weitgehend erhalten blieb und 2010 in restaurierter Form erneut vorgeführt wurde; von anderen Stummfilmen gibt es lediglich Fragmente oder Drehbücher.
In den 1930er Jahren folgten noch einige wichtige Filme über den Chaco-Krieg (La campaña del Chaco von Mario Camacho, 1933; La guerra del Chaco von Luis Bazoberry, 1934/35, 1936 in Spanien vertont als Infierno verde).
1947 wurde die professionelle Produktionsgesellschaft Bolivia Films von dem US-Amerikaner Keneth B. Wasson gemeinsam mit den Regisseuren Jorge Ruiz (1924–2012) und Augusto Roca gegründet. 1948 entstand mitten in einer Zeit der Indioaufstände, sozialen Unruhen und Inflation der erste in Bolivien produzierte Tonfilm (Virgen India) von 15 Minuten und 1949 der erste Kurzfilm in Farbe (Donde Nació un Imperio, „Geburt eines Imperiums“) mit etwa 20 Minuten Spieldauer, beide von Jorge Ruiz und Augusto Roca.

## Der Aufstieg des bolivianischen Kinos

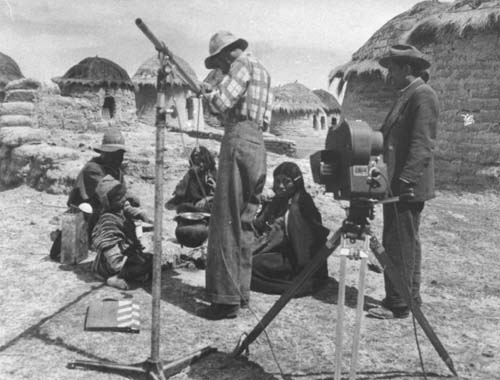
Dreharbeiten des Dokumentarfilms Vuelve Sebastiana von Jorge Ruiz

Mit der Nationalen Revolution von 1952 begann eine neue Epoche des bolivianischen Kinos. So entstanden mehrere neue Produktionsgesellschaften. Der Erzähler und Filmautor Óscar Soria Gamarra beteiligte sich an den Aktivitäten von Bolivia Films und später an der 1968 von Jorge Sanjinés gegründeten Grupo Ukamau vor allem mit Dokumentationen. Der bolivianische Film entwickelte sich in der Folge zu einem Film des Protestes und der Sozialkritik.
Zwei der wichtigsten Produktionen der frühen 1950er Jahre waren „Vuelve Sebastiana“ („Sebastiana kehrt zurück“, 1953) von Jorge Ruiz über ein dörfliches Bewässerungsprojekt in Rurrenabaque, bei dem 2000 Dorfbewohner mitspielten (Ruiz hatte in Argentinien Landwirtschaft studiert und war als Experte ausgewiesen), und Juanito sabe leer („Der kleine Juan lernt lesen“, 1953) von Ruiz und Augusto Roca. 1955 realisierte Ruiz mit Sánchez de Lozada den mittellangen Film Un poquito de diversificación económica, der mit dem Preis Khantuta de Oro der Stadt La Paz ausgezeichnet wurde. 1956 präsentierte er Voces de la tierra über die indigenen Völker Boliviens, der auf dem Festival des Servicio Oficial de Difusión Radio Eléctrica (SODRE) in Uruguay in der Kategorie Anthropologie prämiert wurde.

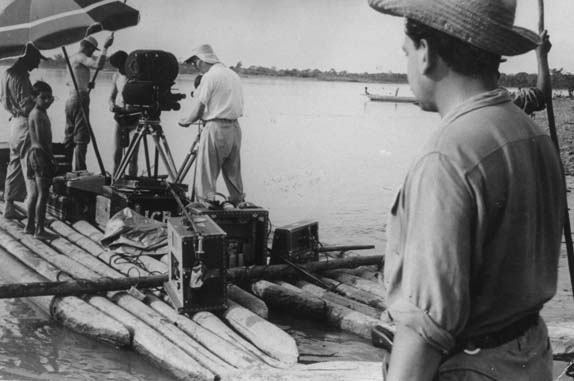
Dreharbeiten zu La Vertiente von Jorge Ruiz

1957 löste Jorge Ruiz den Schriftsteller und Cineasten Waldo Cerruto Calderón de la Barca (1925–2006) als Direktor des 1953 gegründeten Instituto Cinematográfico Boliviano (ICB) ab und realisierte 1958 den ersten längeren Tonfilm Boliviens, La vertiente, eine Romanze zwischen einer Lehrerin und einem Kaiman-Jäger. Er leitete das Institut bis 1960.
Noch in den 1950er Jahren waren die Filmproduzenten Boliviens noch weitgehend auf die Unterstützung der United States Information Agency angewiesen. Diese Haltung wurde von dem wohl bekanntesten bolivianischen Regisseur und Protagonisten des militanten Kinos Jorge Sanjinés (* 1936) heftig kritisiert. Er leitete seit 1965 das Filminstitut und machte 1966 mit seinem ersten Film Ukamau die Situation der indianischen Bevölkerung zu seinem Thema. Der Film thematisiert die Vergewaltigung und Ermordung einer indigenen Frau und die Rache ihres Mannes. Ukamau wurde von 300.000 Menschen gesehen, bis die Regierung feststellte, dass Sanjinés ein falsches Drehbuch eingereicht hatte, um der Zensur zu entgehen. Er wurde entlassen und das nationale Filminstitut geschlossen. Später wurden auch die Filmkopien zerstört. In Sanjinés’ Filmen wird meist Aymara oder Quechua gesprochen. Sein Film Yawar Mallku („Das Blut des Kondors“, 1969) thematisierte die zwangsweise Sterilisierung indigener Frauen durch das nordamerikanische Peace Corps und den Widerstand der Dorfbevölkerung, der zu einer Racheaktion führte.
1971 begann die Diktatur Hugo Banzers, unter dem es erneut zu Massakern kam und viele Menschen verschwanden. Verschiedene Staatsstreiche und Putschversuche führten in der Folge zu erheblicher politischer Instabilität, die die künstlerische Arbeit stark einschränkte. Sanjinés musste ins Exil nach Ecuador gehen. Sein bedeutender, teilweise im Exil entstandener Film von Sanjinés, El Coraje del Pueblo („Der Mut des Volkes“, 1971), stellte das von Diktator Barrientos verübte Catavi-Massaker 1967 an bolivianischen Minenarbeitern nach. Antonio Eguino, zuvor Kameramann von Snjinés, brachte 1975 den aus vier Episoden bestehenden Film Chuquiago („Vier Gesichter einer Stadt“) zur Aufführung. Ein Indiojunge, der Sohn eines Bauarbeiters, ein Beamter und eine Studentin aus reichem Hause, die im von Identitätskrisen und sozialen Zerfall geschüttelten La Paz leben, sind die Hauptakteure der Episoden. Die Drehbücher für diesen Film, der große Resonanz erzielte, wie auch für „Das Blut des Kondors“, „Der Mut des Volkes“ und Ukamau schrieb Oscar Soria Gamarra (1917–1988). 1975 dreht der 1946 in Italien geborene Paolo Agazzi Mi socio („Mein Kumpel“) über eine Reise eines LKW-Fahrers und eines Schuhputzers durch Bolivien. Der Film wurde auf dem 13. Internationalen Filmfestival Moskau gezeigt.

## Rückkehr zur Demokratie 1982–2005
Mit der Rückkehr zur Demokratie 1982 öffnete sich  eine neue Epoche für das Kino. Es entstanden eine große Anzahl von Filmen, auch außerhalb der Hauptstadt
La Paz. Eguinos zweiter Film „Bitteres Meer“ (1984) befasste sich mit dem Salpeterkrieg 1879–1883. Antonio Agazzi führte Regie bei den Dreharbeiten zu den Filmen Mi socio (1983) über einen Arbeiter, der sich nach harter Arbeit einen LKW leisten kann, und einen Schuhputzer, die ihn durch Bolivien begleitet. Sein Film Los Hermanos Cartagena (1985) handelt von zwei Brüdern, die seit der Revolution 1952 und in der anschließenden Zeit der Diktatur auf verschiedenen Seiten standen. In El día que murió el silencio (1998), der als erster bolivianischer Film im Dolby-Digital-Verfahren gedreht wurde, erzählt er von einem Unternehmer, der die Stille eines bolivianischen Dorfs durch die Installation eines ersten Radiosenders stört, was unterschiedliche Reaktionen hervorruft. Dieser Film brach wegen seiner technischen und handwerklichen Qualität – metaphorisch ausgedrückt – auch das lange Schweigen des bolivianischen Kinos.
Auch Sanjinés bekräftigte immer wieder seinem Ruf als einer der bedeutendsten Regisseure des Kontinents. Auch wenn sich die politische Direktheit und Militanz seiner filmischen Aussagen abschwächte, gewann er künstlerisch weiter an Profil. 1989 präsentierte er La nación clandestina („Die verborgene Nation“). Der Film zeigt am Beispiel eines Verstoßenen, der in seine Heimatgemeinde zurückkehren will, dass es neben dem spanisch geprägten Bolivien die starke innere Nation der Aymara gibt, die trotz kultureller Dominanz der Eroberer und wirtschaftlicher Ausbeutung dank ihrer eigenen widerstandsfähigen Kultur 500 Jahre erstaunlich gut überstanden hat. Sanjinés stellt immer wieder das Kollektiv und nicht den Einzelhelden in den Mittelpunkt. In seinem 1995 vorgestellten Film Para recibir el canto de los pájaros („Um das Lied der Vögel zu hören“) beschreibt er die Schwierigkeiten einer Filmcrew, indigene Dorfbewohner, die ihm mit massivem Misstrauen begegnen, als Statisten für einen Film über die Conquista zu gewinnen.

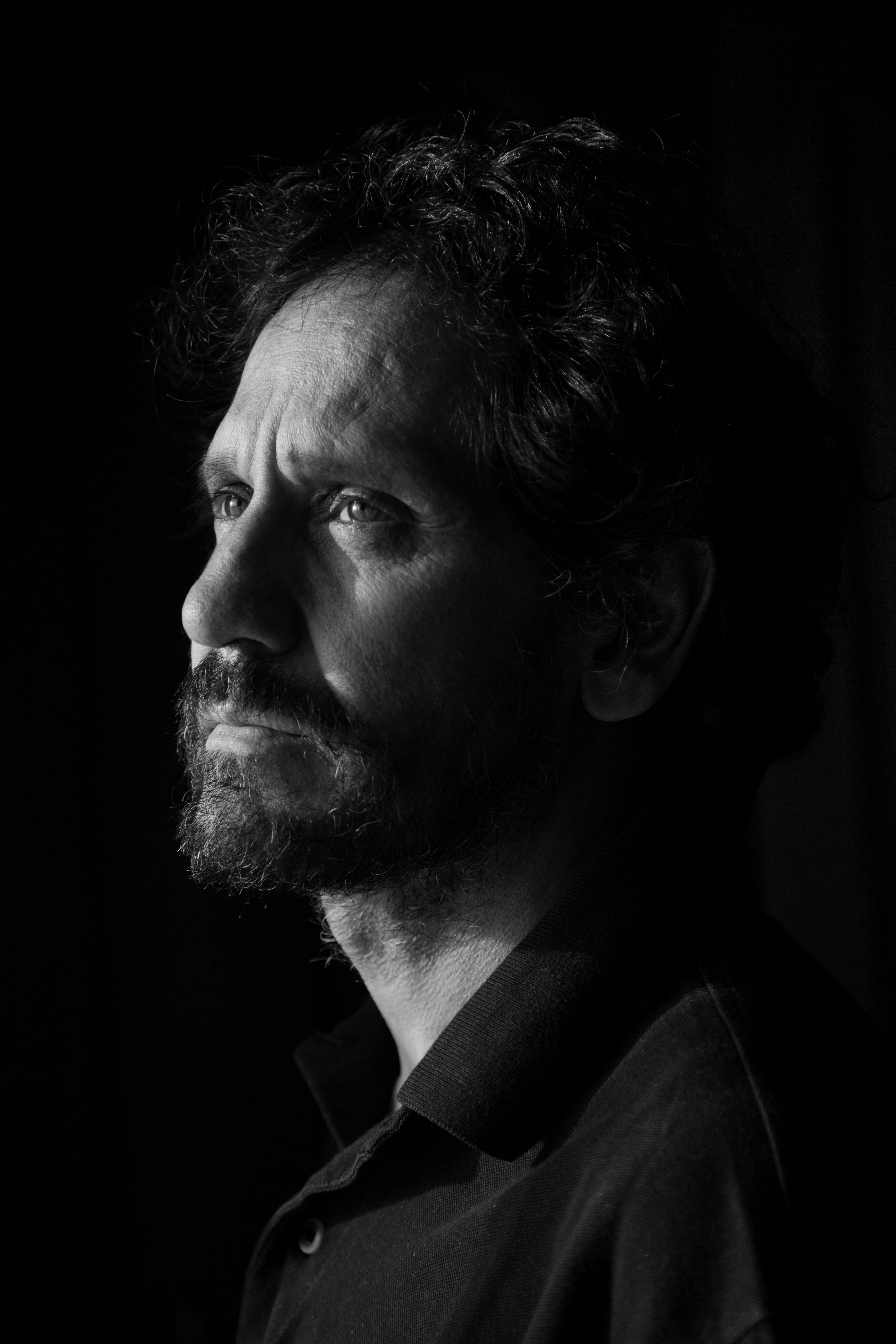
Marcos Loayza

Der Film Cuestión de Fé („Eine Frage des Glaubens“, 1995) des 1959 geborenen Regisseurs Marcos Loayza unter Mitwirkung des Autors und Kenners der Völker im Osten Boliviens Jorge Ortiz Sánchez (* 1956) sowie des Regisseurs und Schauspielers Elías Serrano Pantoja (* 1948) wurde international mehrfach ausgezeichnet. Er handelt vom Raub eines heiligen Bildes der Jungfrau Maria, das vom Altiplano in den Dschungel am Ostabhang der Anden verschleppt wird, wo es nach langen Verhandlungen endgültig verbleibt. 
Rodrigo Bellot, dem Mitbegründer der ersten Filmschule in Bolivien, drehte Dependencia Sexual („Sexuelle Abhängigkeit“, 2003) über die Sexualität von Teenagern in Bolivien und den USA sowie (gemeinsam mit Martin Boulocq, einem Absolventen der Filmschule) Lo más Bonito y mis Mejores Años („Das Schönste und meine besten Jahre“, 2005). Aus dem gleichen Jahr stammt sein Film ¿Quién mató a la llamita blanca? über den Kokainschmuggel vom Hochland zur brasilianischen Grenze. Diese satirische Komödie enthält zahlreiche Bezüge zu kontroversen politischen und gesellschaftlichen Ereignissen der jüngeren Geschichte Boliviens sowie zu Themen wie Rassismus, Korruption und Armut, die die Gesellschaft prägen, während gleichzeitig Boulevardzeitungen Ereignisse wie die Tötung eines weißen Lamababies skandalisieren.

## Telenovelas
Seit den 1980er Jahren werden größere Fernsehserien in Bolivien gedreht. Die 15-teilige Telenovela La Virgen de las Siete Calles nach einem Roman von Alfredo Flores handelt von der Waise Zora, die bei einer Tante in Santa Cruz de la Sierra aufwächst, die ihre Nichte jedoch hasst. Regisseur war Juan Miranda (* 1965). Coraje Salvaje mit 50 Folgen wurde seit 2001 ausgestrahlt; auch diese Serie und viele andere wurden in Santa Cruz gedreht und vom dort ansässigen privaten Sender Bolivisión ausgestrahlt. Weitere Telenovelas sind Luna de Locos (1995) unter der Regie des Telenovela-Pioniers Enrique Alfonso sowie die in den 1920er Jahren spielende elfteilige Serie Tierra Adentro (1997) auf Basis des gleichnamigen Romans von Enrique Finot 1946, ferner Tres de Nosotras (2002), Las Tres Perfectas Solteras (2004) oder die costumbristische Serie Indira (2008).

## Die Ära Morales (2006–2019)
Der Film verlor als Medium politischer Agitation seit den 1990er Jahren generell an Einfluss und sah sich zudem der Konkurrenz des Fernsehens ausgesetzt. Seit etwa 2005 stieg die Filmproduktion jedoch an. Unter Präsident Evo Morales wurden zahlreiche indigene Grassroot-Video- und Filmprojekte gefördert. So wurden Konflikte ländlicher Viehzüchter und Coca-Bauern oder die Zerstörung des Regenwaldes durch die Ölgesellschaften (El grito de la selva, 2008, unter Mitwirkung des Stammes der Moxeños im Departamento Beni) dokumentiert; aber auch an indigene Traditionen und die politische Geschichte des Landes wurde in Dokumentarfilmen erinnert. Im Film zeichnet sich so der Dauerkonflikt zwischen indigener Kultur und einem als neoliberal kritisierten Multikulturalismus bzw. zwischen dem armen Hochland und dem relativ reichen Tiefland ab.

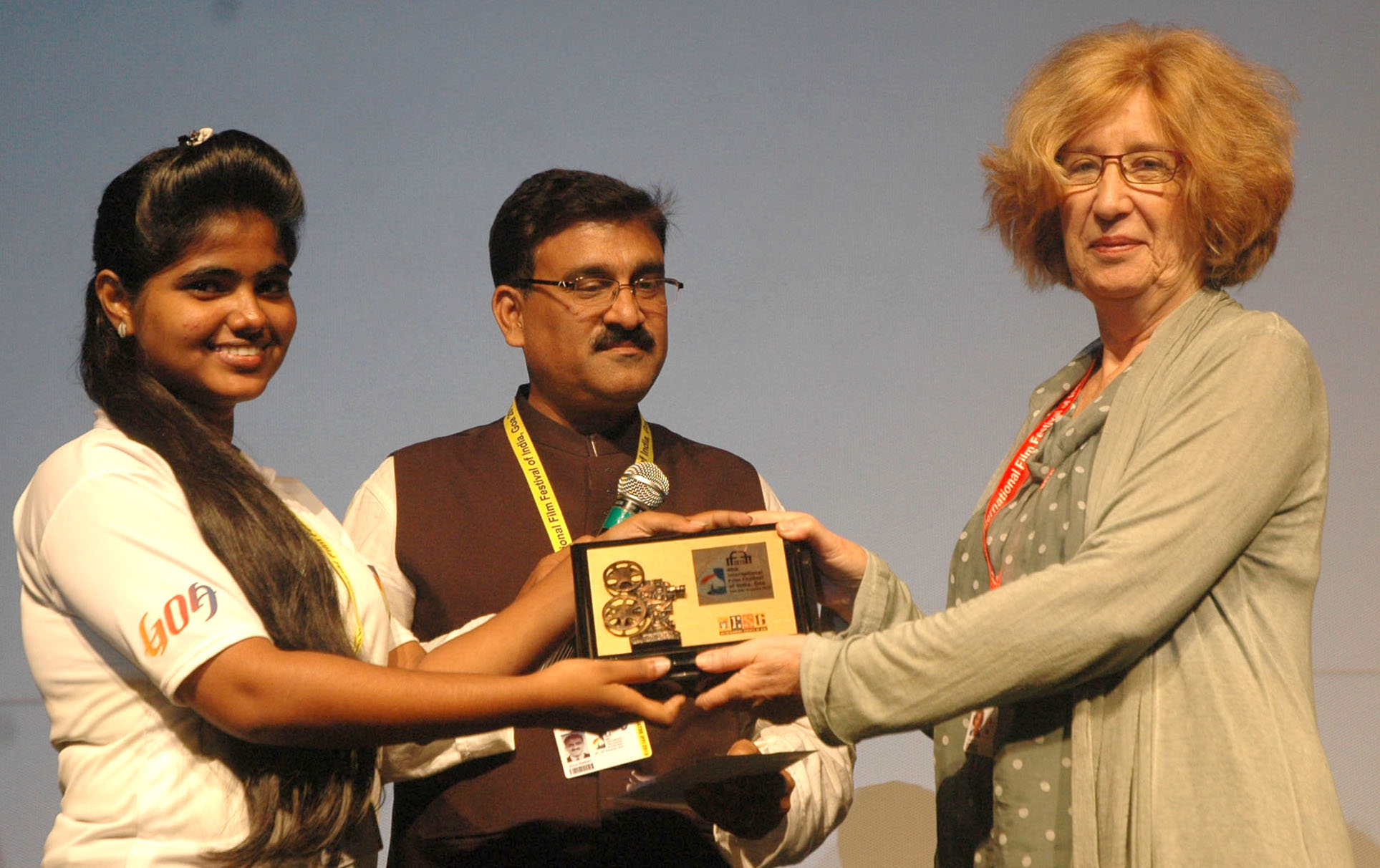
Julia Vargas-Weise beim 46. International Film Festival of India (2015) in Goa

Einer der produktivsten Regisseure ist Juan Carlos Valdivia, der auch in Mexiko lebt. 2005 entstand American Visa über einen pensionierten Lehrer vom Lande, der nach La Paz reist, um sich ein Visum für die USA zu besorgen, wo er eine Stripperin kennenlernt. Seine Filme Zona Sur („Südzone“, 2009) über eine Alleinerziehende, die Probleme mit ihren drei Kindern und ihren Hausangestellten hat, und Yvy Maraey (2012) werden zu den besten bolivianischen Filmen aller Zeiten gezählt. Yvy Maraey wurde auf der Berlinale gezeigt, Zona Sur auf dem Sundance Film Festival. 2011 drehte Boulocq Los viejos über einen Mann, der während der Diktatur verschwunden war und nun wieder in seine Heimatstadt zurückkehrt.
Neben sozialkritischen Filmen genießen auch Historienfilme in Bolivien große Beliebtheit. Tonchy Antezana (* 1951), der durch seinen Film El cementerio de los elefantes (2008; der „Elefantenfriedhof“ ist der Platz, an dem die Alkoholiker in La Paz ihr Leben beenden) war Regisseur und Produzent des Films Boquerón über vier junge Leute, die ihr Land im Chacokrieg gegen Paraguay 1932 verteidigen. Der im Bergbaugebiet von Potosí gedrehte Film Primavera („Frühling“) von Joaquín Tapia, die Geschichte eines Mädchens, die zur Frühlingskönigin gewählt wird, wurde auf der Berlinale 2015 gezeigt. Bellot präsentierte 2019 seinen Film Tu me manques (2019) über einen homophoben bolivianischem Geschäftsmann, der den amerikanischen Freund seines Sohnes für dessen Suizid verantwortlich macht.
Die erste weibliche Regisseurin Boliviens und mehrfach ausgezeichnete Fotografin Julia Vargas-Weise (1942–2018) wurde vor allem durch Carga Sellada („Versiegelte Fracht“, 2015) mit dem mexikanischen Schauspieler Gustavo Sánchez Parra (* 1966) in der Hauptrolle bekannt. Dieser Film basiert auf einer wahren Begebenheit aus dem Jahr 1994, als eine 400 Tonnen Giftmüll mit einem Zug im Altiplano entsorgt werden sollten. Das Drehbuch schrieb Juan Claudio Lechín (* 1956). 2009 kam der auf Quechua gedrehte Film El regalo de la Pachamama über die Liebe zwischen einem Jungen und Mädchen in der Salzwüste von Uyuni in die Kinos. Diese japanisch-bolivianische Koproduktion unter der Regie von Toshifumi Matsushita erhielt den Publikumspreis beim New York Internacional Latino Film Festival.
2018 kam es zu einer Rekordproduktion von 14 Filmen in verschiedensten Genres von Drama (u. a. Søren von Valdivia) und Komödie über Thriller bis zum Horrorfilm. 2022 erschien noch einmal ein Film des 85-jährigen Jorge Sanjinés über zwei Freunde, einen Weißen aus der Oberschicht und einen armen Aymara, die im Chacokrieg 1932 desertieren (Los Viejos Soldados).